# 上高地アルペンホテル

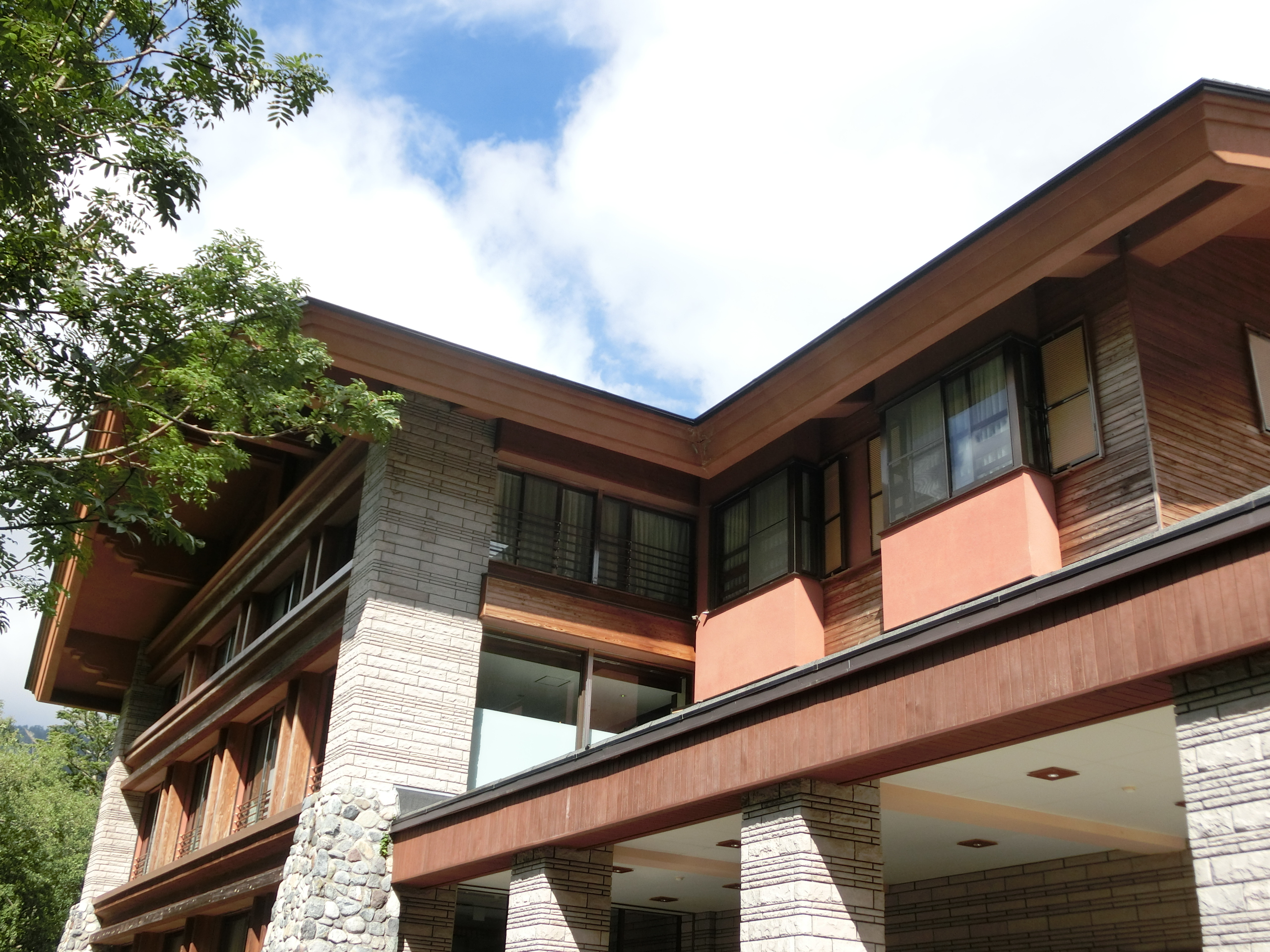
上高地アルペンホテル

上高地アルペンホテル（かみこうちアルペンホテル）は、長野県松本市安曇上高地にある市営（旧安曇村時代は村営）のホテルである。地方公営企業法の財務規定等が適用されている。 

## 沿革
- 1954年 - 創業
- 1993年 - リニューアル

## 主な施設
- 展望風呂
- 客室（2階に9部屋、3階に18部屋）

## 交通アクセス
電車
- 松本駅下車、バスで約1時間40分

車
- 松本ICから：国道158号で沢渡まで行き、バスに乗り換え。1時間30分
- 平湯から：バスで約30分